# Pine Island Center
Pine Island Center és una concentració de població designada pel cens dels Estats Units a l'estat de Florida. Segons el cens del 2000 tenia 1.721 habitants.

## Demografia
Segons el cens del 2000, Pine Island Center tenia 1.721 habitants, 750 habitatges, i 527 famílies. La densitat de població era de 154,5 habitants/km².
Dels 750 habitatges en un 23,3% hi vivien nens de menys de 18 anys, en un 57,1% hi vivien parelles casades, en un 9,2% dones solteres, i en un 29,7% no eren unitats familiars. En el 23,7% dels habitatges hi vivien persones soles el 10% de les quals corresponia a persones de 65 anys o més que vivien soles. El nombre mitjà de persones vivint en cada habitatge era de 2,29 i el nombre mitjà de persones que vivien en cada família era de 2,67.
Per edats la població es repartia de la següent manera: un 20,3% tenia menys de 18 anys, un 5,3% entre 18 i 24, un 23% entre 25 i 44, un 29,1% de 45 a 60 i un 22,3% 65 anys o més.
L'edat mediana era de 46 anys. Per cada 100 dones de 18 o més anys hi havia 101 homes.
La renda mediana per habitatge era de 37.011 $ i la renda mediana per família de 46.212 $. Els homes tenien una renda mediana de 26.587 $ mentre que les dones 30.357 $. La renda per capita de la població era de 19.632 $. Entorn de l'1,9% de les famílies i el 9,6% de la població estaven per davall del llindar de pobresa.

## Poblacions més properes
El següent diagrama mostra les poblacions més properes.